# Bahirgram
Bahirgram é uma vila no distrito de Medinipur, no estado indiano de Bengala Ocidental.

## Demografia
Segundo o censo de 2001, Bahirgram tinha uma população de 8288 habitantes. Os indivíduos do sexo masculino constituem 51% da população e os do sexo feminino 49%. Bahirgram tem uma taxa de literacia de 63%, superior à média nacional de 59,5%; com 56% para o sexo masculino e 44% para o sexo feminino. 14% da população está abaixo dos 6 anos de idade.